# Analog Trip NCT 127: ESCAPE FROM MAGIC ISLAND
『Analog Trip NCT 127: ESCAPE FROM MAGIC ISLAND』（アナログ トリップ エヌシーティー イチニナナ エスケープ フローム マジック アイランド）は2021年10月29日より配信されたYouTubeオリジナル番組。韓国の男性アイドルグループNCT 127が出演。

## 概要
2019年にYouTube Premiumで配信された、東方神起、SUPER JUNIOR（イトゥク、シンドン、ウニョク、ドンへ）の6人が出演したインドネシアでの紀行番組「Analog Trip」のシーズン2。SM C＆C STUDIOの制作陣が、YouTubeオリジナルと再びタッグを組んだ。
「Analog Trip」シーズン2の主人公に選ばれたのはNCT 127。MV撮影のために小舞衣島（ソムイド）を訪れたが、島民が突如として消えてしまった。島の謎を解き明かしながら5つの宝物を見つけ、72時間以内に島からの脱出を目指す。

## 出演者
- NCT 127
- 밥굽남（YouTuber） - エピソード4に登場。島から脱出するためのヒントを与える。
- エージェントH（YouTuber） - エピソード7に登場。方位磁針の使い方を伝授する。

## 配信内容
| # | 公開日         | タイトル                               | リンク |
| - | -------------- | -------------------------------------- | ------ |
| 1 | 2021年10月29日 | 島民が消えた？ 島の秘密！              | Ep1    |
| 2 | 2021年11月5日  | 苦難に次ぐ苦難、次々と襲いかかる危機！ | Ep2    |
| 3 | 2021年11月12日 | ソムニョの苦しみを解決せよ！           | Ep3    |
| 4 | 2021年11月19日 | ラッキーセブン！ 7時7分の出来事        | Ep4    |
| 5 | 2021年11月26日 | 深夜、井戸の前の石碑の秘密             | Ep5    |
| 6 | 2021年12月3日  | 団結すれば立ち、分裂すれば倒れる！     | Ep6    |
| 7 | 2021年12月10日 | マジック･アイランドからの脱出          | Ep7    |
| 8 | 2021年12月17日 | 小舞衣島の思い出                       | Ep8    |

| # | 公開日         | タイトル・リンク   |
| - | -------------- | ------------------ |
| 1 | 2021年11月13日 | ボーナスクリップ１ |
| 2 | 2021年11月13日 | ボーナスクリップ2  |
| 3 | 2021年12月4日  | ボーナスクリップ3  |
| 4 | 2021年12月4日  | ボーナスクリップ4  |

## サウンドトラック
2021年12月17日、NCT 127が歌う『Analog Trip NCT 127：ESCAPE FROM MAGIC ISLAND』のOST「아미노 엑시드 (Amino Acid)」とミュージックビデオが公開された。「아미노 엑시드 (Amino Acid)」はリーダーのテヨンが作詞・作曲に参加した、海の効果音が印象的なヒップホップ曲である。
| 公開日         | タイトル                    | ミュージックビデオ |
| -------------- | --------------------------- | ------------------ |
| 2021年12月17日 | 아미노 엑시드（Amino Acid） | Amino Acid         |